# سيستم بولجيت

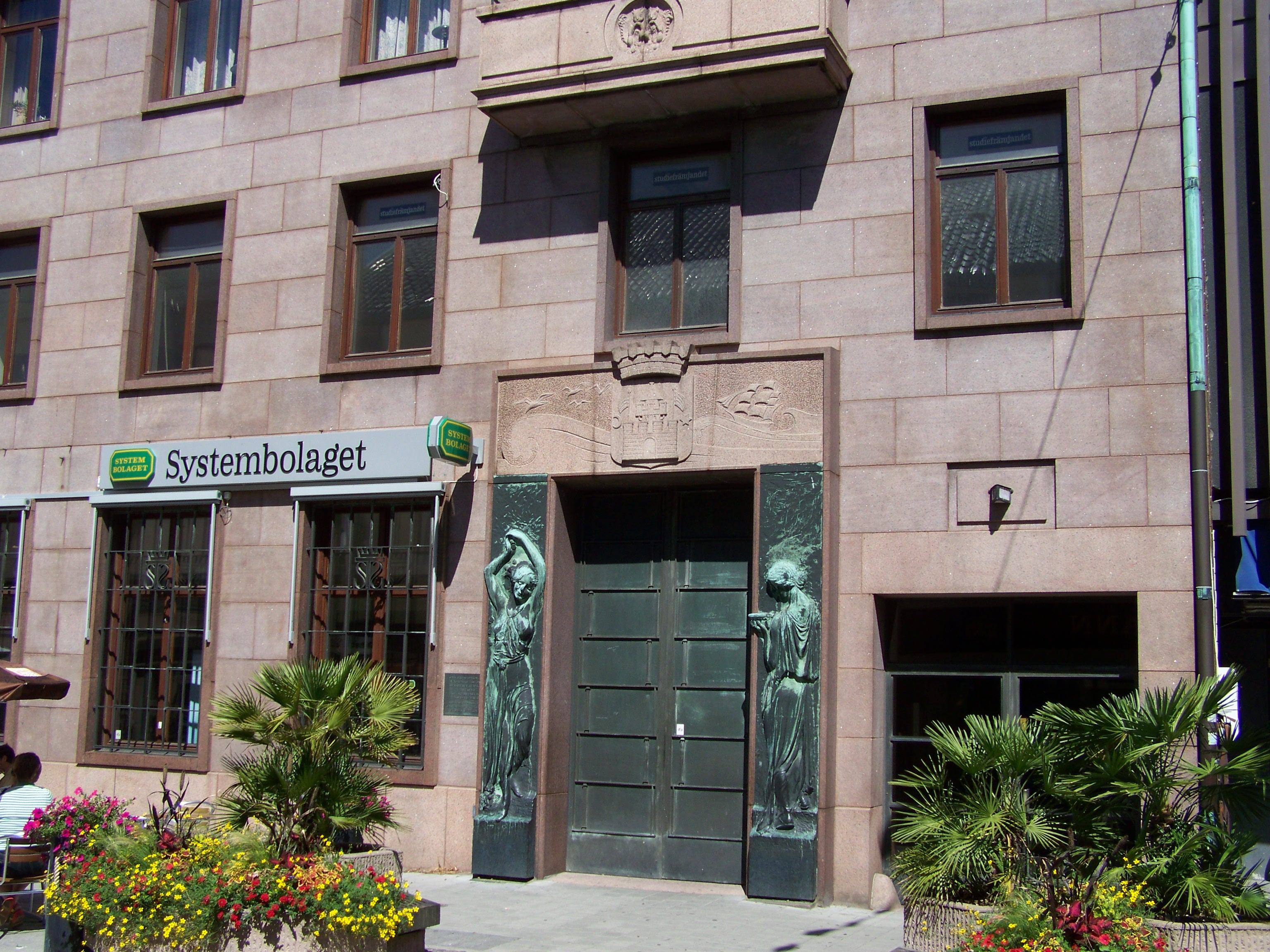
سيستم بولجيت في تريلبورغ

سيستم بولجيت المحدودة (بالسويدية: Systembolaget Aktiebolag) (تعرف اختصاراً بـ«سيستم» أو «بولجيت») هي شركة مملوكة للدولة والمحتكر القانوني لتجارة التجزئة للمشروبات الروحية والنبيذ والبيرة التي يتجاوز محتوى الكحول فيها 3.5٪ من حيث الحجم في السويد. تبيع سيستم بولجيت أيضًا مشروبات غير كحولية تحتوي على نسبة كحول أقل من 0.5٪ من حيث الحجم. وتدير سيستم بولجيت سلسلة تضم ما يزيد عن 440 متجراً وحوالي 5800 موظف. لدى سيستم بولجيت أيضًا حوالي 500 وكيل في البلدات الأصغر وفي المناطق ذات الكثافة السكانية المنخفضة.

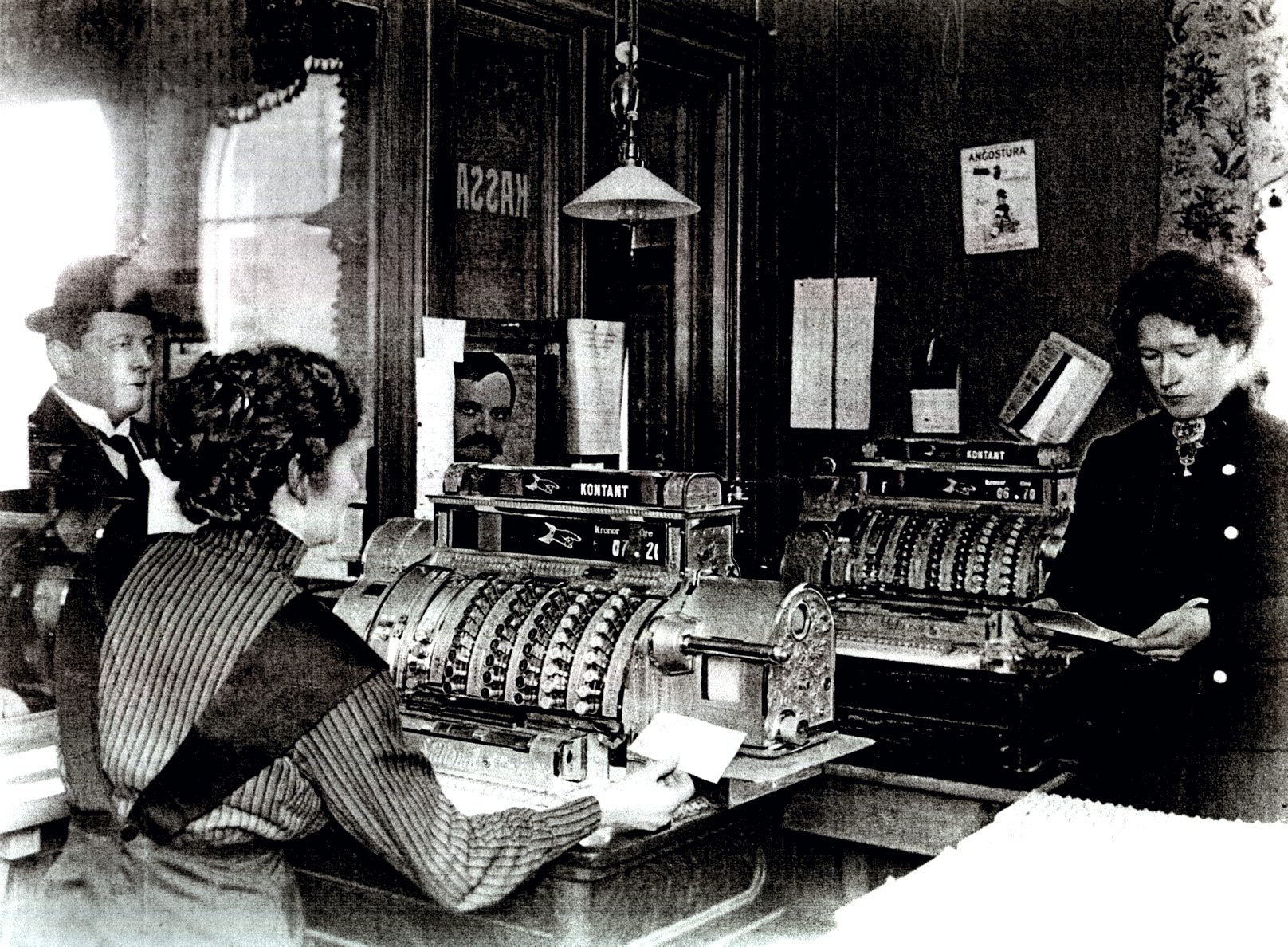
سيستم بولجيت في فاكسيو

## معرض صور

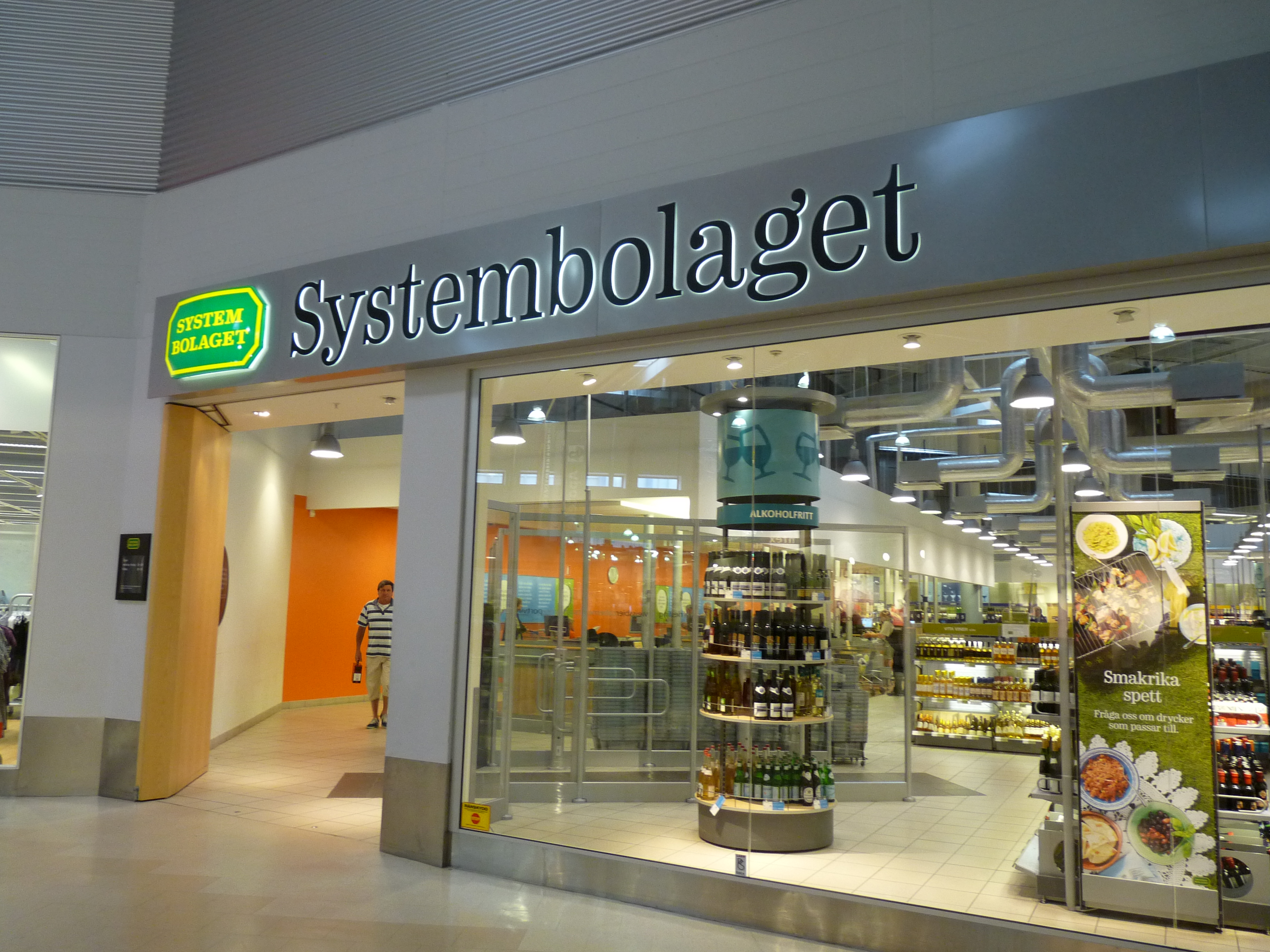
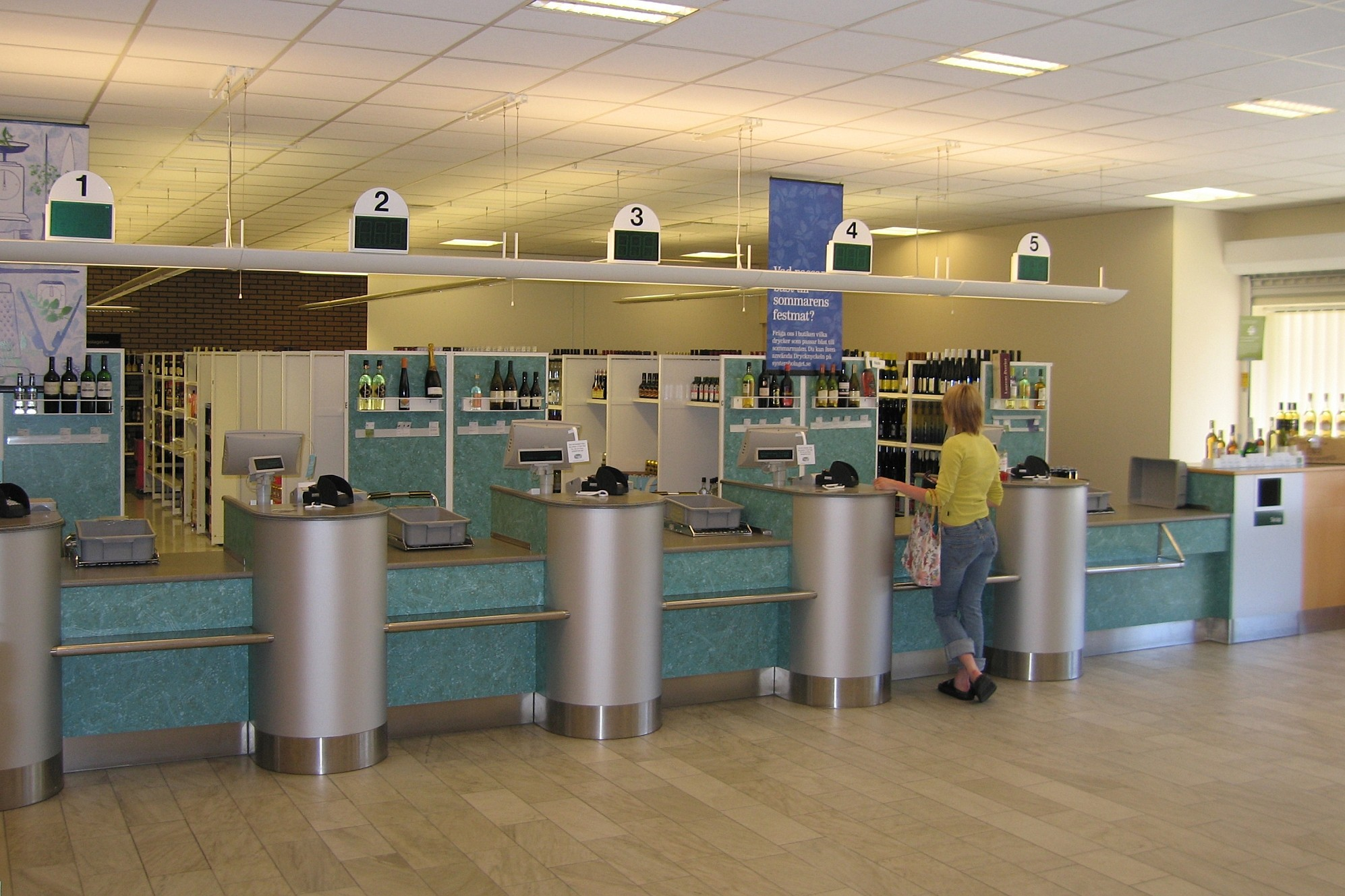
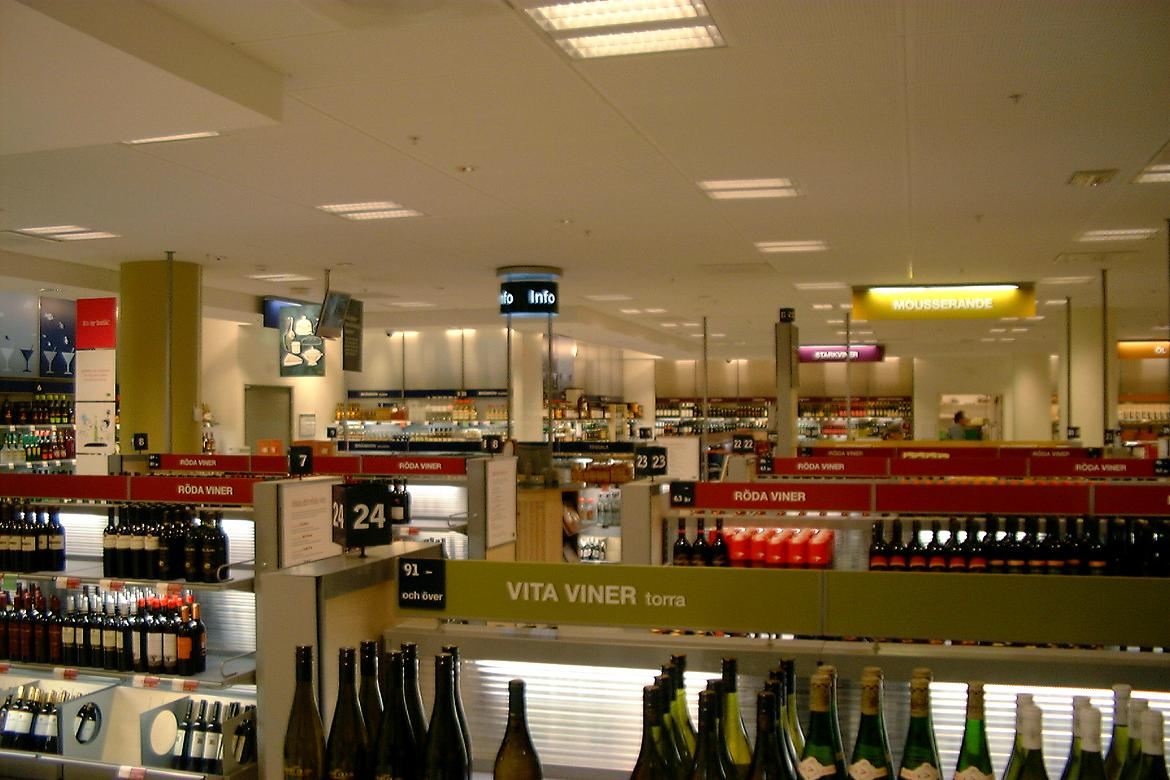
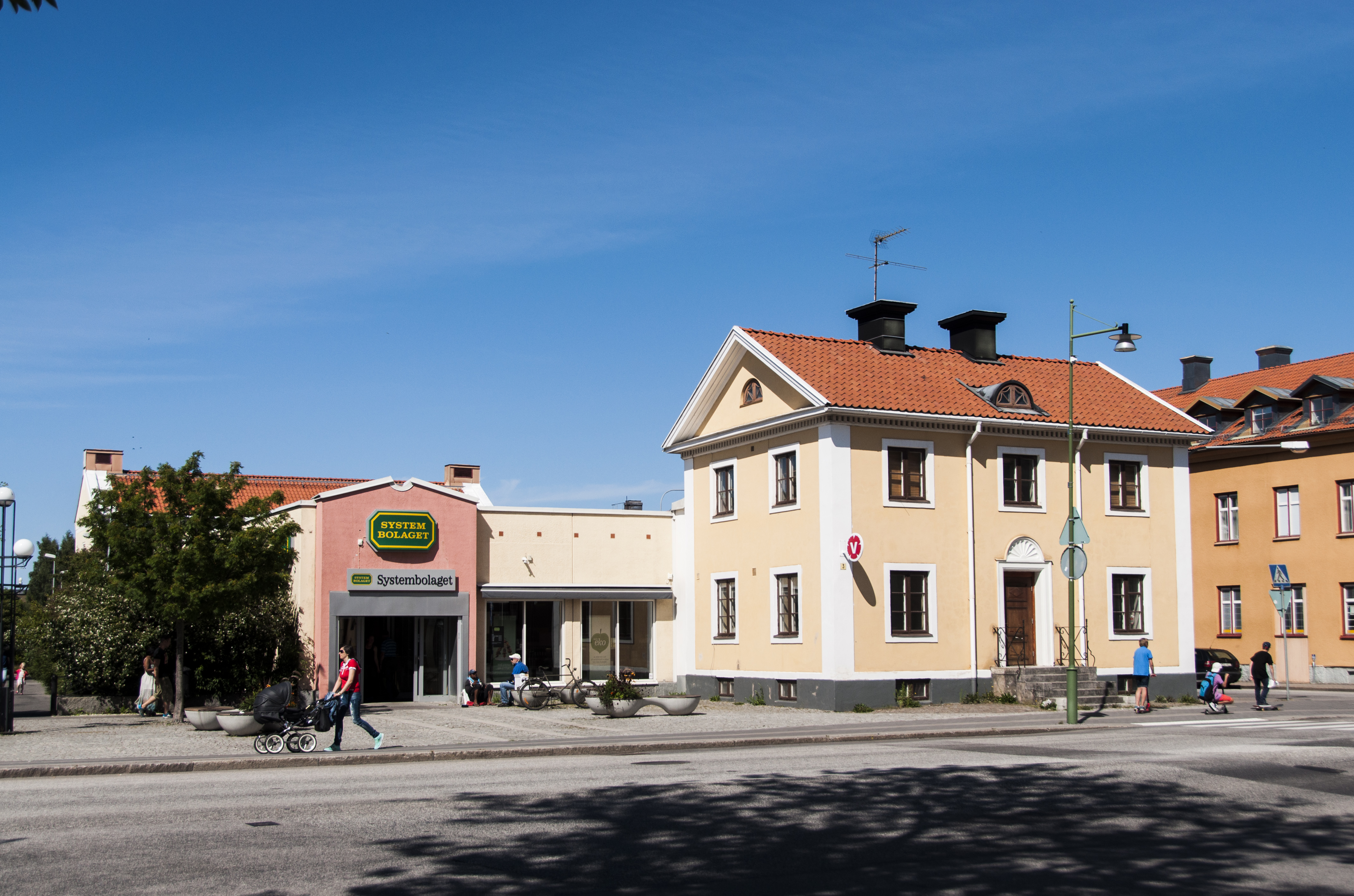
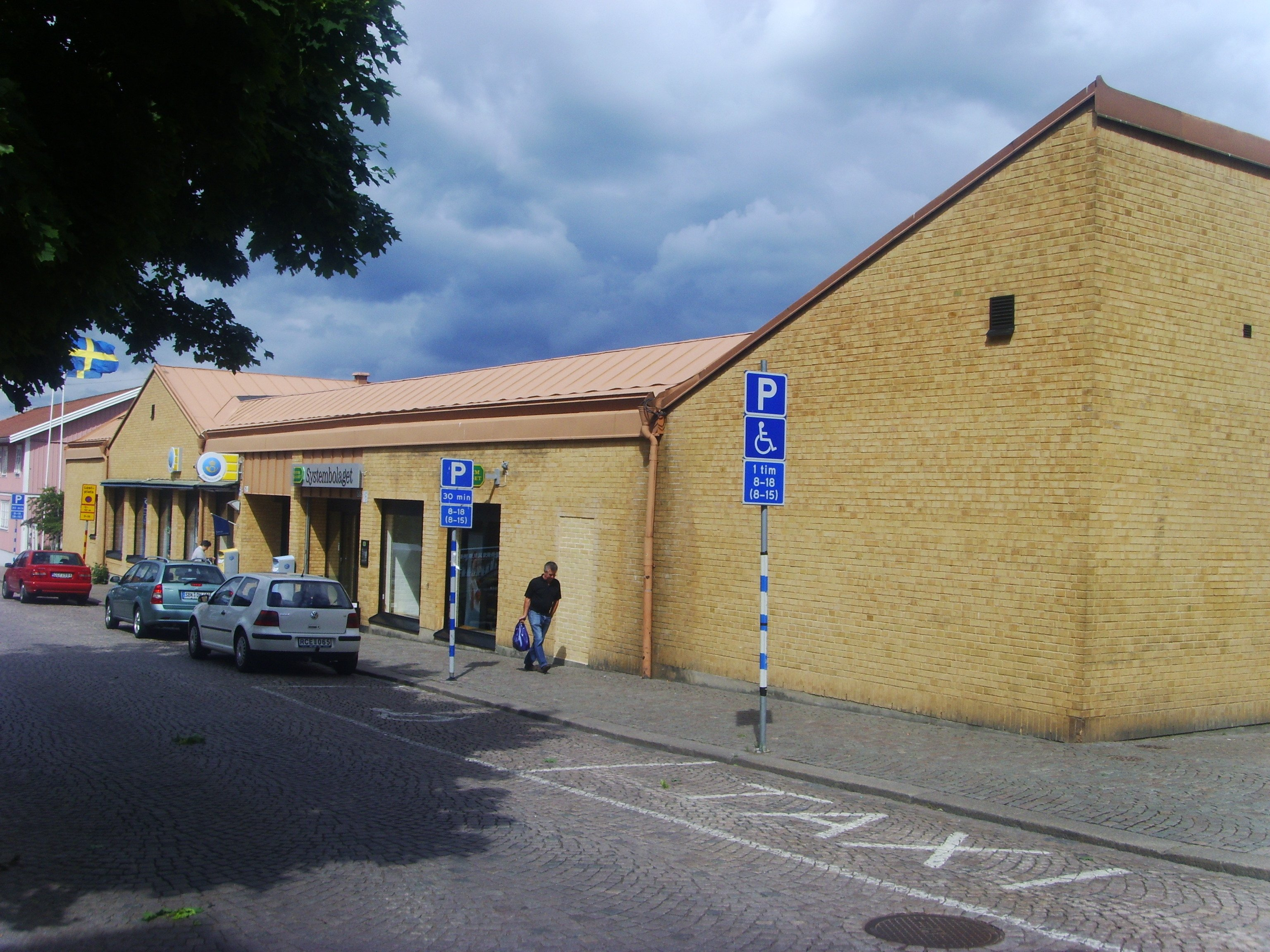
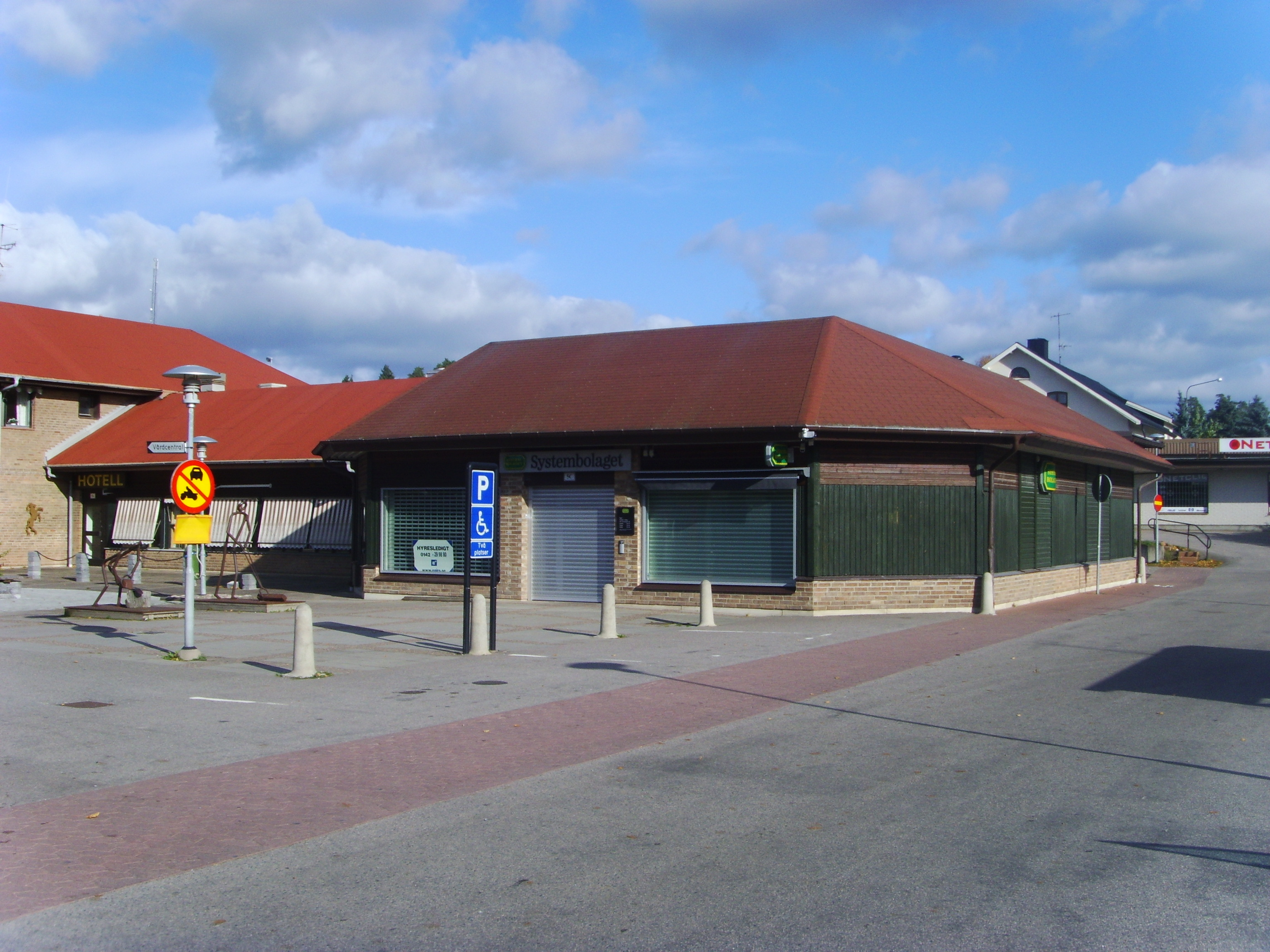
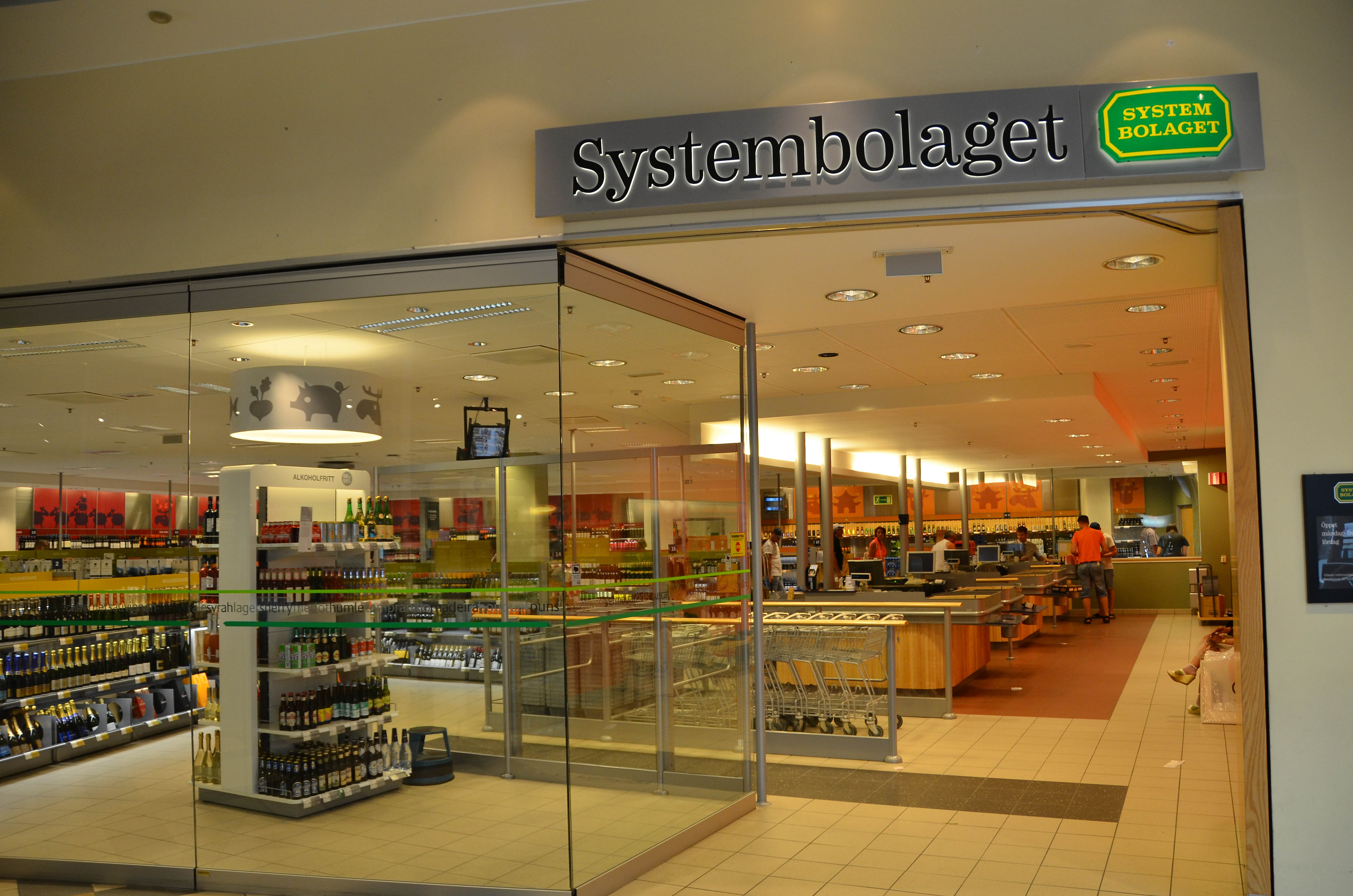
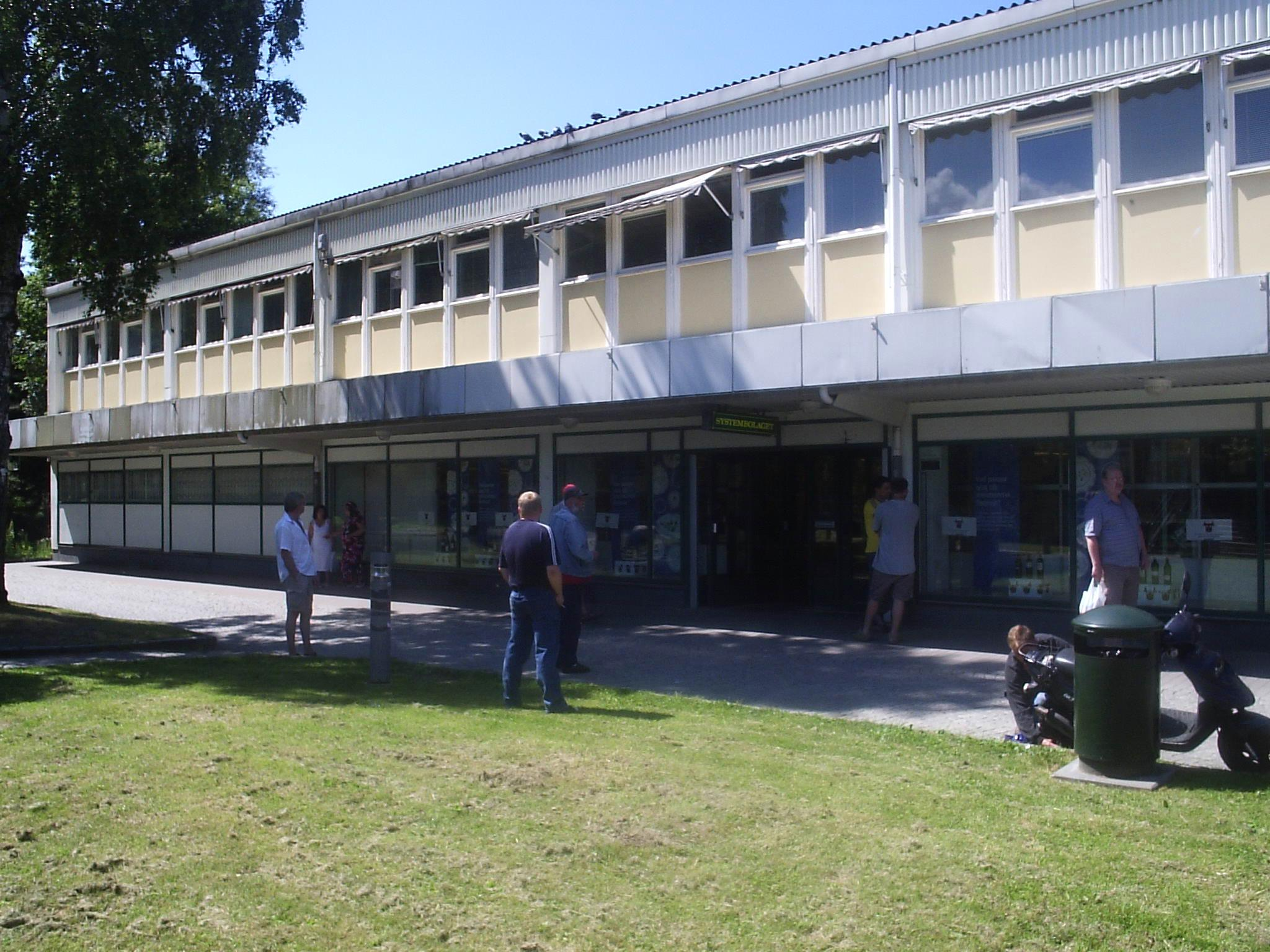